# ATC (P02)
Jest to część klasyfikacji anatomiczno-terapeutyczno-chemicznej:
- P – Leki przeciwpasożytnicze, owadobójcze i repelenty
  - P 01 – Leki przeciwpierwotniakowe
  - P 02 – Leki przeciwrobacze
  - P 03 – Środki przeciw pasożytom zewnętrznym, w tym świerzbowcobójcze, owadobójcze i repelenty

Obejmuje ona leki przeciwrobacze:

## P 02 B – Leki przeciwprzywrom
- P 02 BA – Pochodne chinoliny
  - P 02 BA 01 – prazykwantel
  - P 02 BA 02 – oksamnichina
  - P 02 BA 03 – arprazykwantel
- P 02 BB – Związki fosforanoorganiczne
  - P 02 BB 01 – metrifonat
- P 02 BX – Inne
  - P 02 BX 01 – bitionol
  - P 02 BX 02 – nirydazol
  - P 02 BX 03 – stybofen
  - P 02 BX 04 – triklabendazol

## P 02 C – Leki przeciwnicieniom
- P 02 CA – Pochodne benzimidazolu
  - P 02 CA 01 – mebendazol
  - P 02 CA 02 – tiabendazol
  - P 02 CA 03 – albendazol
  - P 02 CA 04 – cyklobendazol
  - P 02 CA 05 – flubendazol
  - P 02 CA 06 – fenbendazol
  - P 02 CA 51 – mebendazol w połączeniach
- P 02 CB – Piperazyna i pochodne
  - P 02 CB 01 – piperazyna
  - P 02 CB 02 – dietylokarbamazyna
- P 02 CC – Pochodne tetrahydropirymidyny
  - P 02 CC 01 – pyrantel
  - P 02 CC 02 – oksantel
- P 02 CE – Pochodne imidazotiazolu
  - P 02 CE 01 – lewamizol
- P 02 CF – Awermektyny
  - P 02 CF 01 – iwermektyna
- P 02 CX – Inne
  - P 02 CX 01 – pirwinium
  - P 02 CX 02 – befenium
  - P 02 CX 03 – moksydektyna

## P 02 D – Leki przeciwtasiemcom
- P 02 DA – Pochodne kwasu salicylowego
  - P 02 DA 01 – niklozamid
- P 02 DX – Inne
  - P 02 DX 01 – dezaspidyna
  - P 02 DX 02 – dichlorofen